# Tatooine
Tatooine ( /ˌtætuˈiːn/ TAT-oo-EEN ) é um planeta desértico fictício da franquia Star Wars. É um mundo pouco habitado e de cor bege que orbita estrelas binárias e habitado por colonos humanos e uma grande variedade de espécies de outros planetas. O planeta foi mostrado pela primeira vez no filme original de 1977, Star Wars: Episódio IV – Uma Nova Esperança, e até o momento apareceu em um total de sete filmes da franquia, três séries televisivas de ação ao vivo e quatro séries animadas.
É o planeta em que o protagonista da Trilogia Original, Luke Skywalker, foi criado pelos seus tios Owen e Beru Lars, e também o planeta natal de seu pai, Anakin Skywalker (Darth Vader). É também o planeta onde o Obi-Wan Kenobi passa o seu período de exílio após os eventos da Ordem 66 e a queda do Anakin para o lado negro, sob o nome de "Ben Kenobi", ele passa a vigiar Luke. As imagens do pôr do sol binário sobre o deserto de Tatooine são consideradas uma imagem icônica da série de filmes.

## Desenvolvimento
Nos seus primeiros rascunhos da história de Star Wars, o autor George Lucas alterou nomes de planetas e de personagens variadas vezes. Em seu tratamento inicial, Lucas abriu a história na quarta lua do planeta Utapau, lar de uma jovem guerreira chamada Annikin Starkiller.  Em seu rascunho de The Star Wars (1974), Lucas conta que andróides que estavam em fuga pousavam em um deserto do planeta Aquilae; em seus rascunhos posteriores, o planeta volta a receber o nome de Utapau.  Antes da produção, as primeiras obras de arte que foram encomendadas pelo Lucas ao ilustrador conceitual Ralph McQuarrie que mostram robôs perdidos em um grande mundo desértico, que estava próximo de sóis gêmeos e misteriosos Tusken Raiders mascarados que estavam montados em grandes Banthas com chifres.

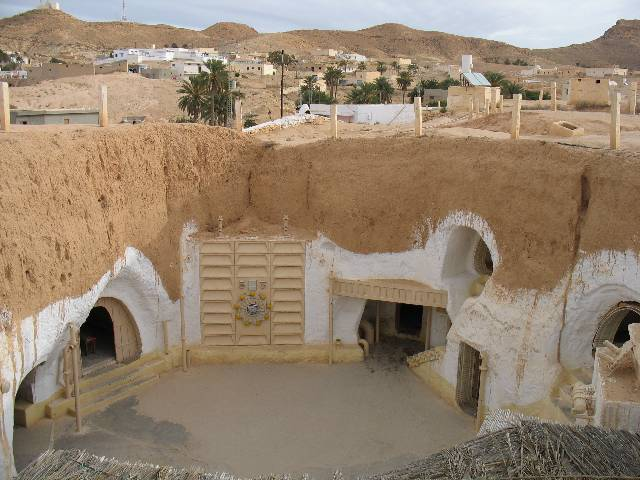
Hotel Sidi Driss, usado nas cenas da propriedade de Lars

George Lucas primeiramente queria filmar as cenas do filme que passariam em Utapau/Tatooine na Argélia (inspirada na longa-metragem O Passageiro, de Michelangelo Antonioni, de 1975), na Líbia ou no Irã, mas essas propostas foram rejeitadas pelo estúdio 20th Century Fox. Quando a produção de Star Wars foi iniciada, os designers de produção John Barry e Robert Watts pesquisaram algumas locações de filmagem no Marrocos e na Tunísia. Lucas, com o produtor Gary Kurtz, foi conhecer a ilha tunisina de Djerba e ficou impressionado com a paisagem desértica e a sua arquitetura exótica, e escolheu a Tunísia para ser o local do cenário do trecho do filme em que se passava no planeta deserto. Lucas também planejava fazer a filmagem no Hotel Sidi Driss em Matmata, decisão que aumentou o tempo das filmagens e, consequentemente, o orçamento, em apenas um dia. As filmagens na Tunísia foram iniciadas no dia 22 de março de 1976 e encontraram dificuldades: a região sofria as primeiras fortes chuvas em um período de sete anos, o que atrapalhava o cenário de um planeta árido e desértico. O hotel Matmata consistia em um troglodita que vivia em um enorme buraco no chão. Combinado com algumas tomadas em Chott el Djerid, perto de Nefta, esse foi o cenário para a propriedade e fazenda de umidade de Lars. O local de pouso da cápsula de fuga dos robôs C-3PO e R2-D2 foi filmado sobre dunas de areia na região de La Grande Dune, próximo de Nefta, e as cenas externas do espaçoporto Mos Eisley foram filmadas em Djerba.  O nome Tatooine não era realmente mencionado no roteiro final de Star Wars , devido a dificuldade em achar um nome para o planeta - Lucas ainda estava trabalhando no seu quarto rascunho enquanto explorava os locais da região a volta, e adaptou o nome de uma cidade localizada no sul da Tunísia chamada Tataouine (ortografia francesa, ou grafia Tataween em árabe tunisiano).
Algumas cenas ambientadas em Djerba foram depois excluídas da versão final da longa-metragem para melhorar o seu ritmo narrativo. O corte mais relevante foi uma série de cenas que foram gravadas na cidade de Anchorhead que serviram para apresentar os personagens de Luke Skywalker e Biggs Darklighter.  Lucas pediu ao editor de cinema Richard Chew que retirasse essas cenas, pois essas foram comparadas a "American Graffiti no espaço sideral" pelos executivos da Fox (em referência ao filme do próprio George Lucas de 1973).

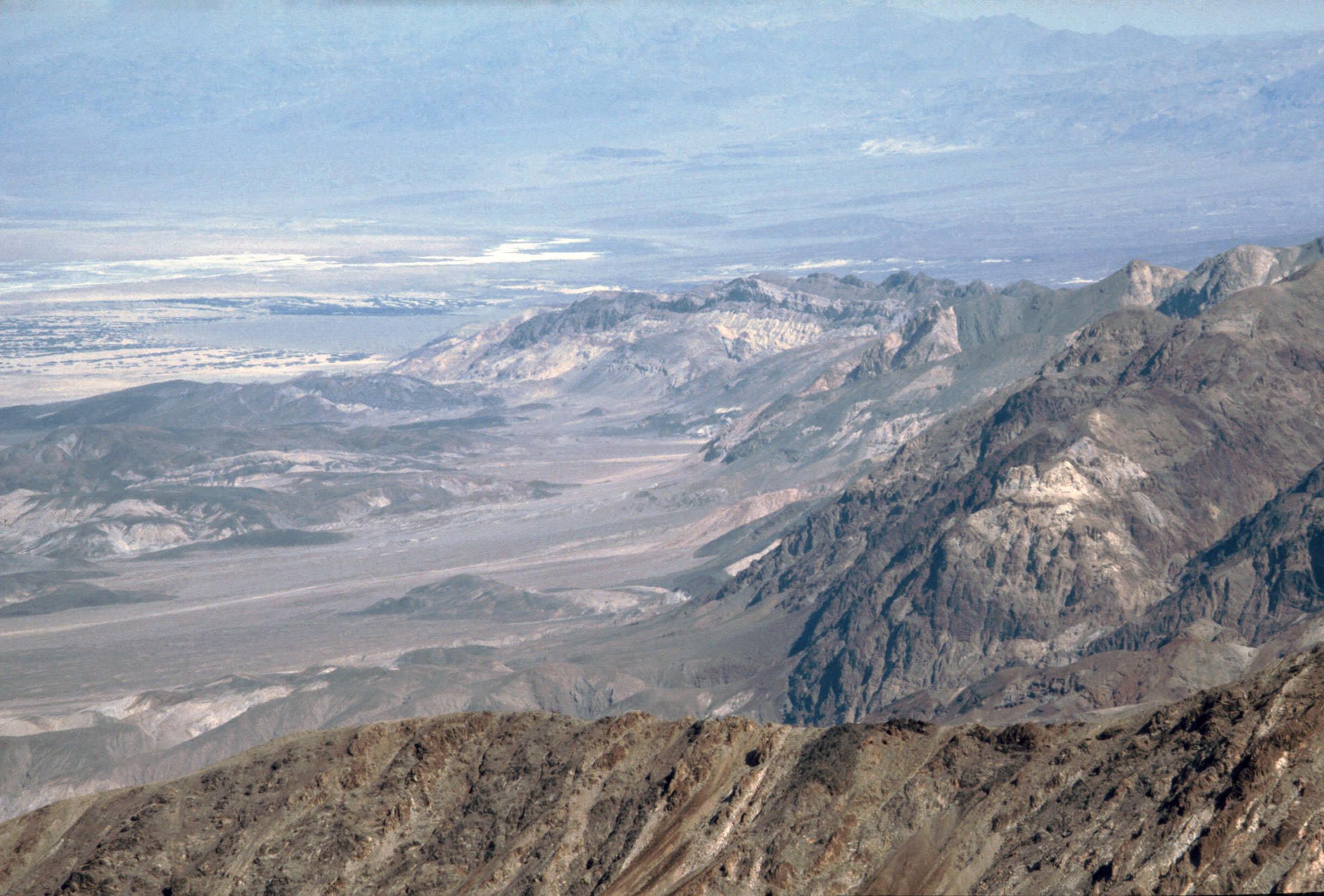
Vista de Dante, Vale da Morte, Califórnia

As filmagens gravadas em Sidi Bouhlel, na Tunísia, foram encaixadas com as filmagens da segunda unidade de 1977, no Parque Nacional do Vale da Morte, localizado na Califórnia, para criar um cenário com um desfiladeiro rochoso com os Jawas e o Povo da Areia. 
Quando as equipes voltaram para a Tunísia para gravar os filmes anteriores de Star Wars em 1998, locações em Onk Jemal (Ong Jmal) em Tozeur, Ksar Ouled Soltane e Ksar Hadada, Ghomrassen foram usadas como cenários de aldeias localizadas no planeta Tatooine. Os cenários abandonados das filmagens foram deixados no deserto, mas esses podem ser visitados.

## Aparições em filmes

Luke Skywalker observando o pôr dos sóis binários

Tatooine teve a sua primeira aparição no filme Star Wars de 1977 e foi o primeiro planeta a ser mostrado na franquia de filmes. Na cena de abertura, o planeta e duas de suas luas são observados no espaço contra um mar de estrelas, formando o plano de fundo de uma batalha espacial que dá início aos acontecimentos do filme. Dois andróides, C-3PO e R2-D2, são lançados em uma cápsula de fuga de uma nave capturada, a Tantive IV, e caem na superfície de Tatooine. Os andróides se perdem em um deserto escasso e ambos são capturados por pequenas criaturas necrófagas chamadas de Jawas. Os robôs acabaram sendo vendidos para colonos humanos, sendo eles o protagonista Luke Skywalker, que é apresentado como um jovem que vive com os seus tios em uma fazenda. A hostilidade do ambiente árido do deserto é enfatizada pela representação de um clima com tempestades de areia muitas vezes constantes e pelo calor das estrelas binárias, enquanto Luke observa um pôr do sol gêmeo sobre as dunas de areia. Era comum os humanos serem ameaçados por violentas criaturas bandidas chamadas de Povo da Areia. À medida que o filme avançava, vários personagens principais são apresentados à história em cenas ambientadas em Tatooine: Obi-Wan Kenobi, Han Solo e Chewbacca. As cenas posteriores de Tatooine ocorrem em Mos Eisley, um movimentado espaçoporto do planeta que é considerado um grande centro de contrabando e crime organizado. Uma das cenas mais famosas da saga Star Wars é na cantina Mos Eisley, um salão sombrio que era frequentado por seres de espécies exóticas. O compositor John Williams compôs as músicas para a banda alienígena desta cena no estilo musical de swing Benny Goodman, e produziu arranjos com uma instrumentação incomum para transmitir um som de um outro mundo. Tatooine aparece de novo no filme Return of the Jedi do ano de 1983, no qual os heróis da história voltam para Tatooine para resgatar o Han Solo que foi capturado por Jabba the Hutt, um temível gangster que domina o submundo do crime em Tatooine.
Quando a Trilogia prequela reviveu a franquia de filmes em 1999, a ação retornou a Tatooine para o Episódio I – A Ameaça Fantasma como cenário da infância do pai de Luke, Anakin Skywalker. Vivendo como escravo em outro porto espacial, Mos Espa, Anakin compete em corridas de cápsulas, corridas aéreas de longa distância pelo deserto. O mestre Jedi Qui-Gon Jinn encontra Anakin depois de fazer um pouso de emergência no planeta e o ajuda a conquistar sua liberdade. No Episódio II – Ataque dos Clones (2002), um Anakin mais velho retorna a Tatooine para procurar sua mãe, Shmi, que foi sequestrada pelo Povo da Areia. As prequelas retratam uma vasta extensão de deserto com formações rochosas irregulares. Tatooine aparece mais uma vez no filme prequel final, Episódio III: A Vingança dos Sith (2005); na cena final, Obi-Wan Kenobi pega o bebê Luke Skywalker e o entrega a seus pais adotivos na fazenda de umidade de Tatooine, enquanto ele se esconde, residindo nas Terras Desertas de Junland, que ficam nas áreas montanhosas de Tatooine, explicando assim sua primeira aparição nesse local no Episódio IV.
Tatooine aparece no clímax do filme de animação Star Wars: The Clone Wars, no qual Anakin e sua aprendiz Padawan Ahsoka Tano devolvem o filho sequestrado de Jabba the Hutt ao seu palácio. Tatooine volta a aparecer brevemente no final de The Rise of Skywalker, quando Rey Skywalker visita os restos da fazenda de umidade de Lars.

## Descrição
Localizada na desolada Orla Exterior de uma galáxia desconhecida, Tatooine orbita um par de estrela binárias do tipo G, Tatoo I e Tatoo II. As formas de vida nativas do planeta, como o rato womp, o bantha, o Sarlacc e o dragão Krayt, estão bem adaptadas ao seu clima árido. Embora sua proximidade com os sóis torne a vida difícil, ele está localizado perto das principais rotas hiperespaciais, o que o torna um paraíso para contrabandistas e gângsteres; os destroços de naufrágios também fornecem recursos para catadores. As tempestades de areia anuais eliminam pontos de referência e tornam a vida nômade perigosa, com as populações do planeta agrupadas em assentamentos distintos.
Uma pequena presença imperial traz ao planeta uma fonte adicional de água, seu bem mais precioso. Embora tenham a tarefa de fazer cumprir a lei, os stormtrooper frequentemente ignoram o crime; um mercado negro eficiente também permite a aquisição de mercadorias ilegais. Os colonos humanos geralmente se tornam fazendeiros de umidade e vivem em habitações subterrâneas para sobreviver. Os sistemas de tubulação distribuem a maior parte da umidade colhida para as plantações internas, fornecendo alimentos para os fazendeiros. Raras fontes de água, como nascentes em terras ruins (por exemplo, Beggar's Canyon), fornecem hidratação para eremitas e Povo da Areia. O planeta é dominado pelos Hutts, um clã de gângsteres e senhores do crime. Como Tatooine estava fora do alcance da República Galáctica, os Hutts presidiam o planeta sem lei com pouca interferência externa. Quando o Império Galáctico tomou conta da República Velha, o novo regime estabeleceu apenas uma presença simbólica em Tatooine, o que deixou o reinado de Jabba the Hutt, incontestado até sua morte durante os eventos descritos em O Retorno de Jedi. De fato, durante o reinado do Império, alguns tatooinianos estavam céticos de que, se os rebeldes realmente chegassem ao seu planeta, o Império se daria ao trabalho de lutar para mantê-lo. O planeta ganhou notoriedade em uma galáxia desconhecida como o planeta onde Luke Skywalker cresceu.

## Habitantes
- Humanos - Colonos

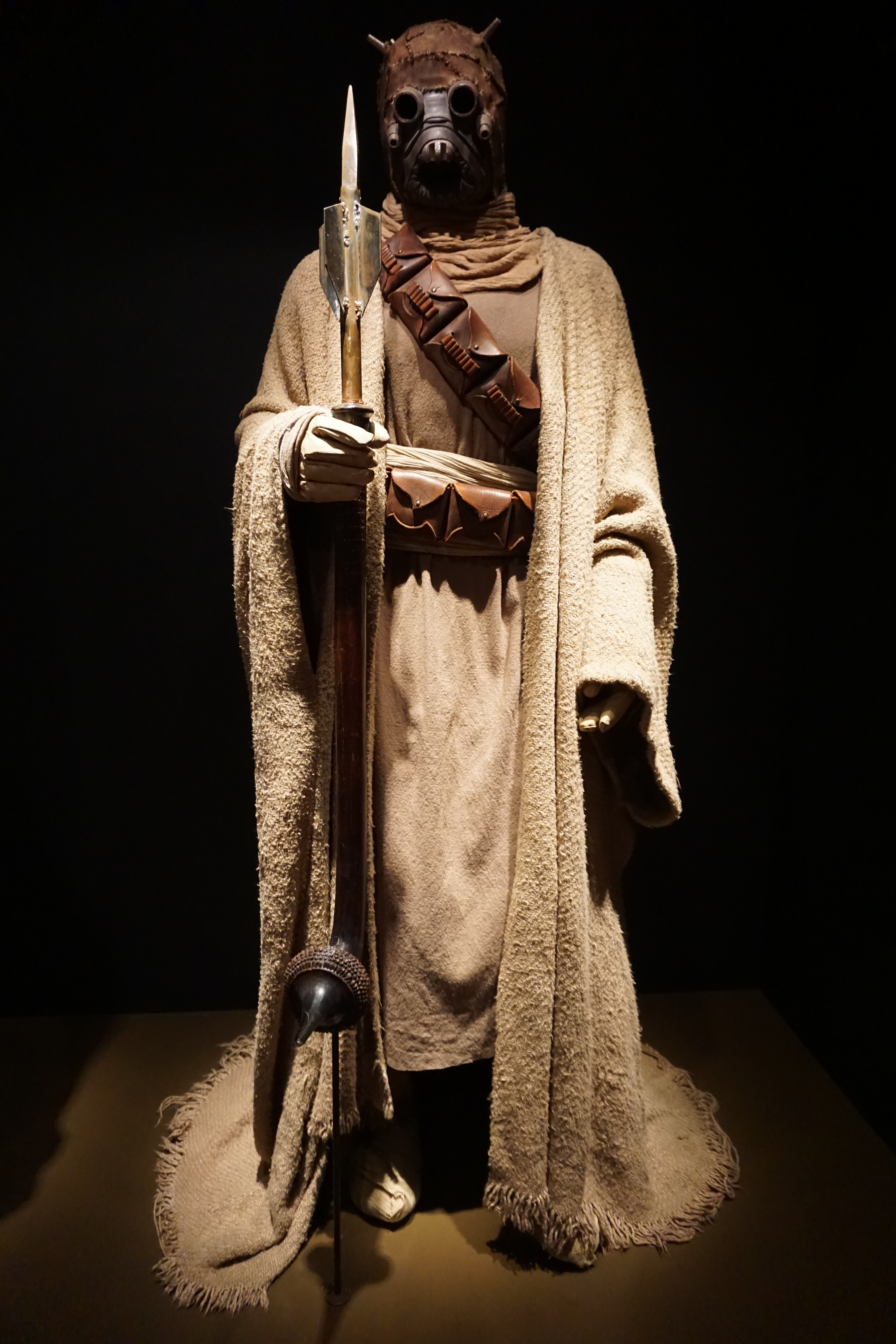
Um Tusken Raider, um habitante nativo de Tatooine

- Hutts - Senhores do crime semelhantes a vermes
- Jawa - Coletores e comerciantes roedores humanoides, uma das formas de vida nativas de Tatooine
- Tusken Raiders (ou Povo da Areia) - Humanóides ferozes e nômades e uma das formas de vida nativas de Tatooine

### Flora e fauna
- Banthas
- Dewbacks
- Tatooine Howlers
- Eopies
- Dragões de Krayt
- Rontos
- Scurriers
- Ratos Womp
- Wraids
- Worrts
- Galoomps
- Anooba
- Jakrab
- Profoggs
- Sarlacc - não é nativo de Tatooine, pois os machos espalham suas sementes no espaço
- Urusai
- Woodoo
- Sketto
- Gorg
- Rancor (raro, não nativo)

## Locais
Como Tatooine tem grande destaque na série de filmes Star Wars, uma grande variedade de locais foi representada na tela.

### Colônias
Embora o planeta seja pouco povoado, colônias de tamanhos variados serviram de cenário para muitas cenas nos filmes de Star Wars.
A primeira colônia a ser mostrada é Anchorhead, onde muitos colonos humanos de Tatooine têm uma difícil existência agrária em remotas “fazendas de umidade” no deserto, coletando vapor de água da atmosfera para cultivar. Entre esses fazendeiros de umidade está o jovem herói do filme, Luke Skywalker, que mora com seu tio Owen e sua tia Beru na Fazenda Lars. A região é perigosa, sendo os sequestros pelos Tusken Raiders um grande problema, como mostrado em Ataque dos Clones (2002), quando o pai de Luke, Anakin, perdeu sua mãe para os Tusken Raiders. No filme original, Luke também menciona a Estação Tosche (ou Estação Toshi), uma oficina mecânica que aparece em cenas que foram excluídas da versão final do filme original de 1977. Nas cenas deletadas, Luke encontra seus jovens amigos e se despede de Biggs Darklighter, que está prestes a ir para a Academia Imperial. O Jedi Obi-Wan Kenobi também está em um exílio autoimposto perto dessa região, embora sua casa seja distante das outras casas, pois ele está se escondendo sob o pseudônimo de Ben.
Bestine é a “capital” de Tatooine; embora não apareça em nenhum filme, é mencionada como “Município de Bestine” na novelização de 1976 Star Wars: From the Adventures of Luke Skywalker e aparece com destaque nos videogames Star Wars Galaxies. No Universo expandido, há também um planeta separado chamado Bestine.
Mos Pelgo, brevemente conhecida como Freetown, era uma cidade localizada no hemisfério norte do planeta Tatooine. Vista em Star Wars: The Old Republic: Knights of the Eternal Throne (Cavaleiros do Trono Eterno) e The Mandalorian (O Mandaloriano).

### Aeroportos espaciais
Dois grandes locais de portos espaciais foram mostrados em Tatooine:
Mos Eisley (Star Wars, 1977) é a maior cidade do planeta, um movimentado porto espacial com um submundo criminoso ativo, descrito por Obi-Wan Kenobi como uma “colmeia miserável de escória e vilania”. Esse é o local de uma das cenas mais notáveis de Star Wars, a Cantina de Chalmun, que é mostrada como um estabelecimento movimentado no estilo de saloon, frequentado por espécies alienígenas exóticas e muitas vezes violentas. Além disso, a Cantina aparece como um local nos videogames Lego Star Wars e Fortnite.

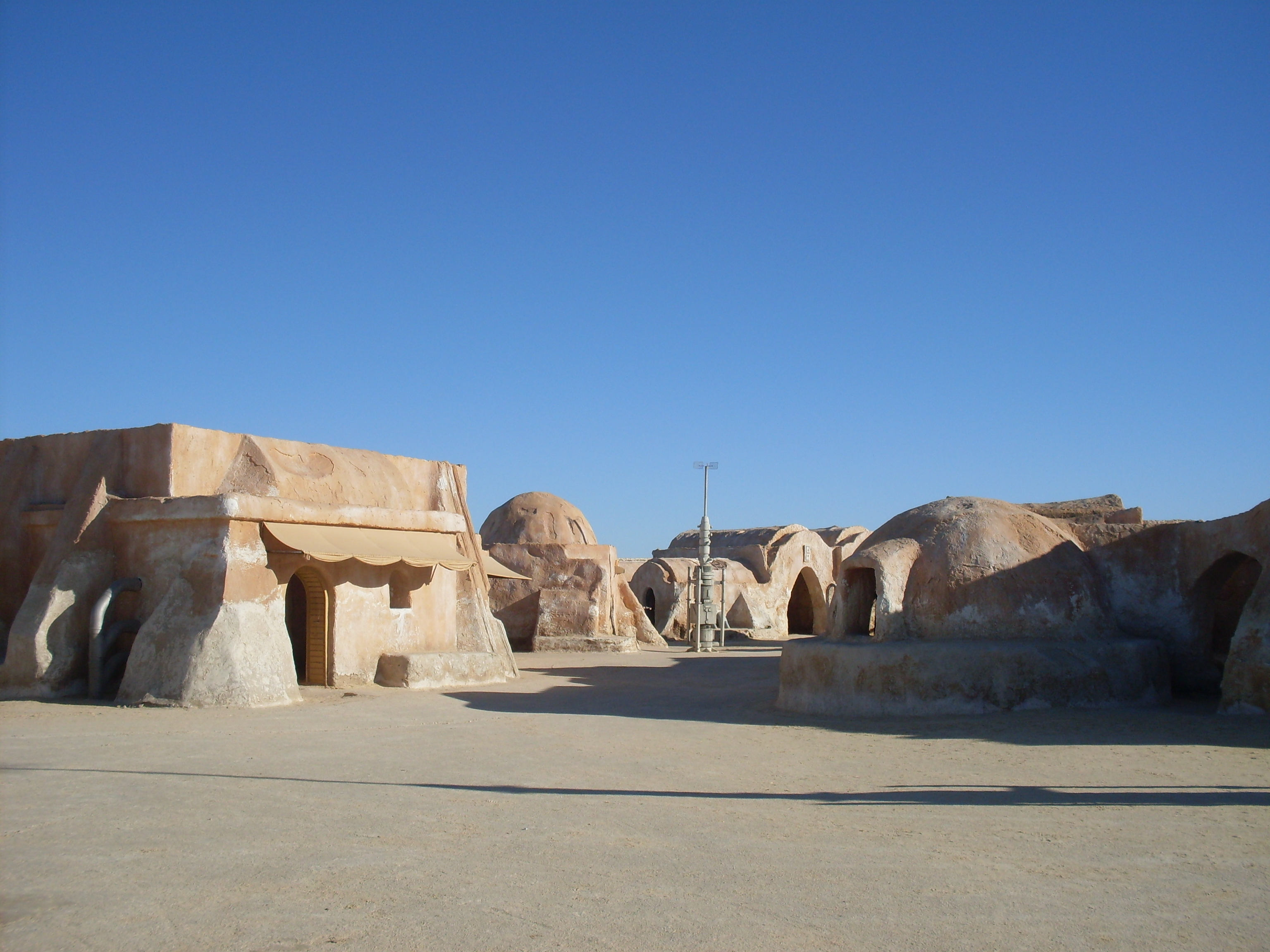
Local de filmagem de Mos Espa perto de Tozeur

Mos Espa (A Ameaça Fantasma, 1999) é o lar da pista Boonta Eve Classic Podrace. Anakin Skywalker passou sua infância na cidade, junto com sua mãe Shmi; ambos eram escravos de Watto. Anakin se tornou o primeiro humano a vencer a corrida contra Sebulba e outros pilotos de Podracer e ganhou sua liberdade no processo, devido a uma aposta entre Watto e o Jedi Qui-Gon Jinn. A representação da cidade em A Ameaça Fantasma foi planejada para parecer maior do que o que foi visto em Mos Eisley no Star Wars original.

### Locais no deserto
Tatooine é, em sua maior parte, um ambiente desértico. Os personagens dos filmes fazem referência aos desertos pelo nome: o Resíduos da Terra Firme, uma região rochosa, é o local do ataque do Tusken Raider em Star Wars (1977), e o vizinho Mar das Dunas (a bacia de um antigo oceano) é o cenário do palácio de Jabba the Hutt e do poço de Rancor dentro do palácio. Também situado no Mar de Dunas está o Grande Fosso de Carkoon, o covil da mortal criatura onívora Sarlacc.

## Similaridade com planetas reais
Impressão artística da NASA do Kepler-16b, um exoplaneta comparado ao planeta Tatooine
A descoberta de exoplaneta no universo real ganhou ritmo no início do século XXI. Em 2015, a agência espacial americana NASA publicou um artigo que afirmava que muitos dos corpos astronômicos recém-descobertos possuíam propriedades cientificamente confirmadas que são semelhantes aos planetas do universo fictício de Star Wars. Entre eles, os planetas TOI 1338 b, Kepler-16b e Kepler-453b foram comparados a Tatooine por terem sido descobertos orbitando sistemas estelares binários. Esses planetas são conhecidos como planetas circumbinários.

## Influência
O planeta desértico de Jakku no filme da Trilogia sequela de Star Wars, O Despertar da Força (2015), foi apontado como sendo muito semelhante a Tatooine.
Em agosto de 2019, o rapper Kanye West anunciou que estava projetando casas pré-fabricadas inspiradas nos assentamentos de Tatooine vistos no Episódio IV – Uma Nova Esperança para servir como moradia de baixa renda. Seus protótipos em Calabasas, Califórnia, foram demolidos depois que ele foi citado por não obter as devidas licenças e receber reclamações sobre as estruturas “em forma de gota de chiclete”. Em 5 de julho de 2020, West tuitou uma fotografia de estruturas semelhantes sendo construídas para promover sua campanha presidencial de 2020.